# Stidda
Stidda je italská zločinecká organizace působící na Sicílii. Z pěti hlavních známých organizací mafiánského typu činných v Itálii je Stidda nejmenší a nejmladší. Vznikla jako odnož Cosa Nostry.

## Vznik
Poprvé se o organizaci Stidda začalo veřejně mluvit v roce 1989. Francesco Marino Mannoia tehdy před soudem vylíčil její aktivity. Proces vedl soudce Giovanni Falcone (ten byl roku 1992 zavražděn).
V roce 1992 o ní promluvil také Leonardo Messina, stejně jako Mannoia to byl bývalý člen Cosa Nostry. 
Stiddu založili na přelomu 70. a 80. let 20. století členové Cosa Nostry, kteří nesouhlasili se svým bossem Riinou (Toto Riina je od roku 1993 ve vězení). Buďto dobrovolně odešli nebo byli k odchodu přinuceni. Za zakladatele jsou považováni Giuseppe Croce Benvento a Salvatore Calafato.
Stidda nemá jednoznačnou strukturu jako ostatní mafiánské organizace. Její jednotlivé klany operují v podstatě nezávisle na sobě. Noví členové neprochází přísným výběrem a starými rituály. Do Stiddy tak mohou přicházet zločinci a rváči z ulice, kteří by se jinak do ostatních organizací nedostali (kromě Stiddy a Cosa Nostry působí v Itálii Camorra, 'Ndrangheta a Sacra Corona Unita).

## Poznávací znamení
Někteří lidé ze Stiddy mají na pravé ruce mezi palcem a ukazováčkem malé tetování. Je to pět bodů v kruhu spojených do hvězdy (stidda znamená v sicilském nářečí hvězda).
Členové Stiddy jsou nazýváni stiddari (v oblasti Caltanissetta) nebo stiddaroli (v oblasti Agrigento). Jejich počet se odhaduje na nejméně 5 000.

## Činnost
Stidda působí na jihu Itálie jako konkurent Cosa Nostry. Je aktivní zejména na jihu a východě Sicílie, v provinciích Caltanissetta, Agrigento, Siracusa, Catania a Ragusa. Za její centrum bývá označováno město Gela.
Stidda se zaměřuje na krádeže, vydírání a především na obchod s drogami. Spolupracuje přitom s albánskou mafií.